# 7418 Akasegawa
7418 Akasegawa è un asteroide della fascia principale. Scoperto nel 1991, presenta un'orbita caratterizzata da un semiasse maggiore pari a 2,3568943 UA e da un'eccentricità di 0,0520798, inclinata di 7,28590° rispetto all'eclittica.